# Хотенко, Яков Алексеевич
Яков Алексеевич (Афанасьевич) Хотенко (7 октября 1900 — 24 октября 1976) — советский военный деятель, бригинтендант (04.11.1939), генерал-майор (04.06.1940), генерал-лейтенант (29.10.1943) интендантской службы, начальник Финансового управления Красной армии с 1940 по 1955 годы.

## Биография
Родился 7 октября 1900 года в г. Сумы Харьковской губернии в многодетной семье рабочего. По национальности украинец.
Трудовой путь начал в 1915 году. Работал табельщиком механических мастерских в Сумах, счетоводом в управлении механических мастерских Всероссийского Земского союза в Киеве, весовщиком станции на лесоразработках.
На военной службе с 1918 года. Службу начал в должности бойца партизанского отряда, в последующем — красноармеец, курсант, слушатель политкурсов ПОАРМА 14 (1920). Член ВКП(б) с 1920 года. По окончании политкурсов служил в должности военкома сотни 1-го полка 8-й дивизии Червонного казачества (с ноября 1920), а с января 1921 помвоенкомом и военкомом полка до апреля 1922.
Всё это время участвовал в боях Гражданской войны в России против Петлюры, Деникина, других противников РККА. В одном из боёв в сентябре 1919 был контужен под Малоархангельском.
В апреле 1922 года уехал учиться в Университет им. Артема (не окончил), где в 1923 демобилизовался по приказу Реввоенсовета, как студент Комвуза.
После демобилизации работал с июня 1924 года в партийных и профсоюзных органах инструктором, заворготделом окружного комитета партии, секретарем райкома, председателем. С марта 1930 года — заместитель председателя районной контрольной комиссии Рабоче-Крестьянской инспекции в Виннице.
В сентябре 1930 года, в 30 лет, стал студентом Харьковского финансово-экономического института, который окончил в июне 1933 года. Некоторое время (сентябрь 1932—1933), учась в институте, одновременно работал его директором.
В июне 1933 года вновь был призван в РККА. По сентябрь 1933 года находился на особом сборе комиссаров в Ленинграде. В сентябре 1933 года назначен заместителем начальника политотдела 7-й дивизии, где прослужил до марта 1937 года. В апреле 1937 года назначен заместителем начальника политотдела 51-й Перекопской стрелковой дивизии Киевского военного округа.
С октября 1937 года приказом Военного совета назначен исполяющим должность начальника финансового отдела Киевского (в июле 1938 г. преобразован в Особый) военного округа (КОВО), а с января 1938 года был назначен на эту должность.
В сентябре 1939 года войска КОВО участвовали в освобождении Западной Украины, а летом 1940 — в присоединении Бессарабии и Северной Буковины. Полученный финансовой службой округа опыт по финансированию действующей армии и расчетно-кассовому обслуживанию войск полевыми органами Госбанка будет использован А. Я. Хотенко в последующем при разработке документов на военное время 
26 июля 1940 года приказом НКО СССР назначен начальником Финансового управления при Народном комиссаре обороны СССР (с июня 1943 года — Финансовое управление Красной Армии).
К его заслугам на этом посту относятся разработка документов и заблаговременная подготовка финансовой службы к войне, организованный и четкий переход финансовой службы на военное время, организация бесперебойного, своевременного и полного финансирования потребностей войск действующей армии. Именно в этот период расширились функции финансовой службы, возросла её роль в вопросах улучшения снабжения материальными ценностями и денежными средствами потребностей войск, их экономного использования. Несмотря на все трудности военного времени, не ослаблялось внимание к вопросам материального обеспечения военнослужащих и членов их семей, военных пенсионеров, семей погибших и умерших военнослужащих. Внесенные изменения в систему финансирования войск и реформа денежного довольствия, проведенные под его руководством, сформировали основу деятельности финансовой службы и финансового обеспечения Советской Армии на все последующие десятилетия, многие из них сохранились и сегодня, с некоторыми дополнениями.
Под руководством Я. А. Хотенко /1940-1955 гг./:
─ Разработаны и введены в действие в ноябре 1940 г. Положения о финансовом хозяйстве военного округа и войскового соединения (впервые), а также воинской части, Положение о финансовом контроле воинских частей Красной Армии (апрель 1941 г.), «Инструкции о финансировании войсковых частей и учреждений Красной Армии в военное время» (апрель 1941 г.).
─ Проведена реорганизация центрального военно-финансового органа. В сентябре 1940 г. Финансовый отдел переведен на новый штат и переименован в Финансовое управление при Наркомате обороны СССР. В начале 1941 г. утверждено Положение о Финансовом управлении при НКО СССР, закрепившее организационно-правовое положение финансовой службы Красной Армии на всех её уровнях.
─ Осуществлен организованный и своевременный переход на финансовое обеспечение, согласно «Инструкции», по схеме: центр — округ (фронт) — армия — соединение — воинская часть, и расчетно-кассовое обслуживание войск действующей армии через полевые учреждения Госбанка. Обеспечено бесперебойное и устойчивое финансирование войск.
─ Усилен контроль за правильностью установления цен на военную продукцию. Для этого в составе Финансового управления НКО в апреле 1942 г. создан отдел цен и калькуляции, на который возложено организационное и методическое руководство работой по ценам в главных и центральных управлениях. За годы войны снижение цен на военную продукцию составило 50,3 млрд руб. Эта сумма позволила покрыть расходы 138 дней войны.
─ Создана система денежного довольствия и стимулирования боевой работы военнослужащих действующей армии, включающая:
— увеличение окладов военнослужащих (гвардейских частей, соединений и армий, ударных армий, штурмовых инженерно-саперных батальонов, и др.);
— введение добавочных видов за боевые успехи, квалификацию, ремонт вооружения и техники;
— введение компенсационных денег (единовременного денежного пособия и полевых денег).
─ Разработаны предложения и ведены в действие вкладные операции со сбережениями военнослужащих действующей армии в полевых учреждениях Госбанка (октябрь 1941 г.), организовано обеспечение семей военнослужащих частью денежного довольствия военнослужащего по денежным аттестатам (с начала войны). В конце 1941 г. в Финансовом управлении НКО создана картотека централизованного учета семей военнослужащих, адреса которых отсутствовали. За годы войны установлено и сообщено военнослужащим 174 тысячи адресов семей, выслано по месту жительства разысканных семей 71750 денежных аттестатов, поступивших в Финансовое управление. Разыскано около 55 тыс. семей погибших и умерших военнослужащих, и этим семьям незамедлительно были назначены пенсии.
─ Непрерывно проводилась работа по совершенствованию пенсионного обеспечения военнослужащих и членов их семей, оказанию помощи семьям погибших, умерших и пропавших военнослужащих. По инициативе Финансового управления НКО введены выплаты авансов и возвратных пособий (1941 и 1942 гг.) семьям, утратившим связь и не получавшим часть денежного довольствия по денежному аттестату, назначение пенсий из условных окладов (1942 г.), единовременных пособий (1943 г.).
─ По инициативе Финансового управления НКО назначение пенсий лицам начальствующего состава, военнослужащим сверхсрочной службы и их семьям с мая 1942 г. было передано из кадровых органов в Финансовое управление. Для организации этой работы в его составе был создан пенсионный отдел, в финансовых отделах военных округов — пенсионные отделения, в финансовых отделениях облвоенкоматов — пенсионные группы, осуществляющие назначение и переназначение пенсий.
─ Проведена реформа денежного довольствия военнослужащих в октябре 1946 г. Впервые введена выплата окладов по воинскому званию, значительно повышены должностные оклады, увеличен размер процентной надбавки за выслугу лет, введены надбавки, учитывающие различные особенности службы, что существенно укрепило авторитет военной службы.
─ Проведено финансовое обеспечение мероприятий и выплата единовременного денежного вознаграждения воинам, увольняемым в соответствии с Законом от 23 июня 1945 г. «О демобилизации старших возрастов личного состава действующей армии». К началу 1948 г. было демобилизовано около 8,5 млн человек. Только из числа уволенных генералов и офицеров к мирному труду возвратилось около 287 тыс. специалистов.
─ Подготовлены предложения о необходимости организации подготовки офицерских кадров финансовой службы высшей квалификации. 20 октября 1947 г. совместным приказом заместителя Министра ВС СССР Маршала Советского Союза А. М. Василевского и Министра высшего образования СССР С. В. Кафтанова образован Военный факультет при Московском финансовом институте (ныне Финансовый университет при Правительстве РФ).
Приказом Министра обороны СССР от 19 мая 1955 года генерал-лейтенант интендантской службы Я. А. Хотенко был уволен в отставку с правом ношения военной формы одежды.

Награжден двумя орденами Ленина, орденом Отечественной войны 1-й степени, орденом Красного Знамени, тремя орденами Красной Звезды, многими медалями.
Проживал в Москве, где умер 24 октября 1976 года. Похоронен на Введенском кладбище (7 уч.).